# Leu romeno
O leu  (plural em romeno: lei; plural em português: leus) é a unidade monetária da Roménia. O leu (código ISO 4217: RON) encontra-se dividido em 100 bani (singular: ban; plural em português: banes).
Em julho de 2005, a Roménia passou do antigo leu (ROL) para o novo leu (RON). 1 RON equivale a 10 000 ROL.

## História
No século XVII, circularam nos principados romenos florins neerlandeses com a figura de um leão (leeuwendaalder), que ficaram conhecidos por lei (leões). O nome manteve-se como um termo genérico para dinheiro e foi escolhido, em 1867, para nome da moeda nacional romena, suplantando outros nomes como român ou romanat. A origem do nome do lev búlgaro e do lek albanês é semelhante.

## Notas

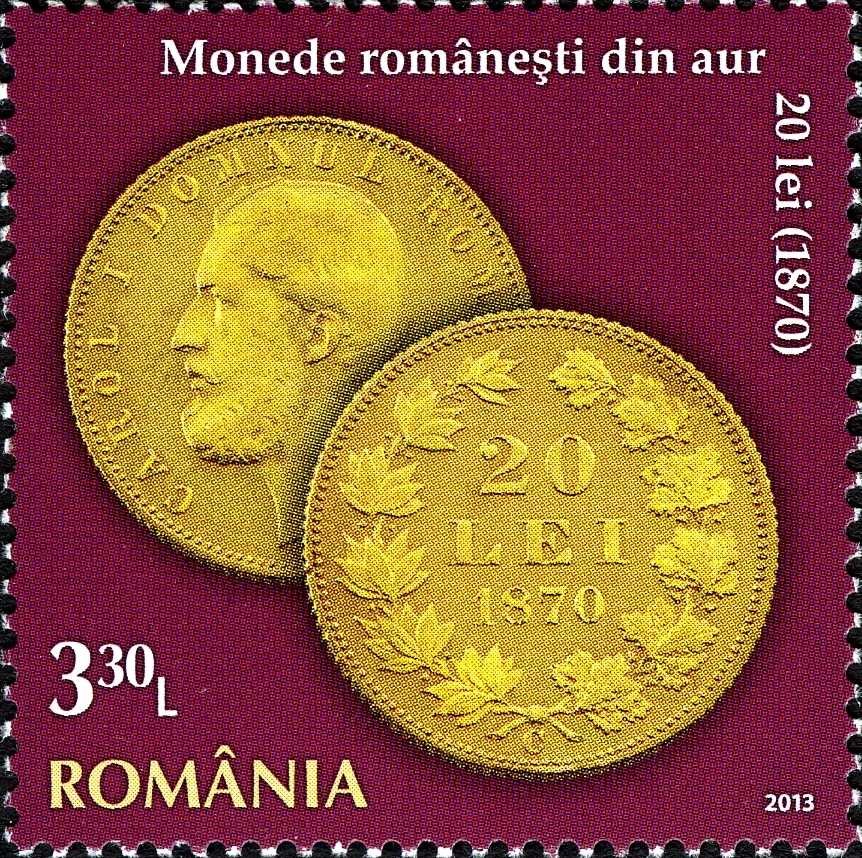
Selo romeno de 2013 ilustrado com uma moeda de 20 Leus de ouro de 1870

## Moedas

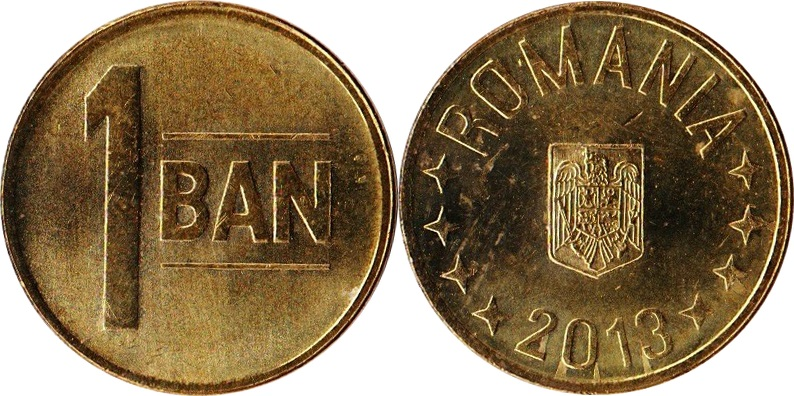
Moeda de 1 ban
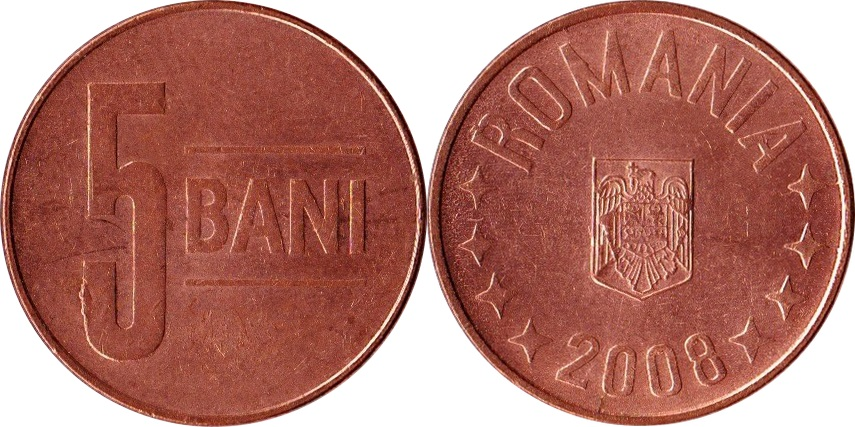
Moeda de 5 bani
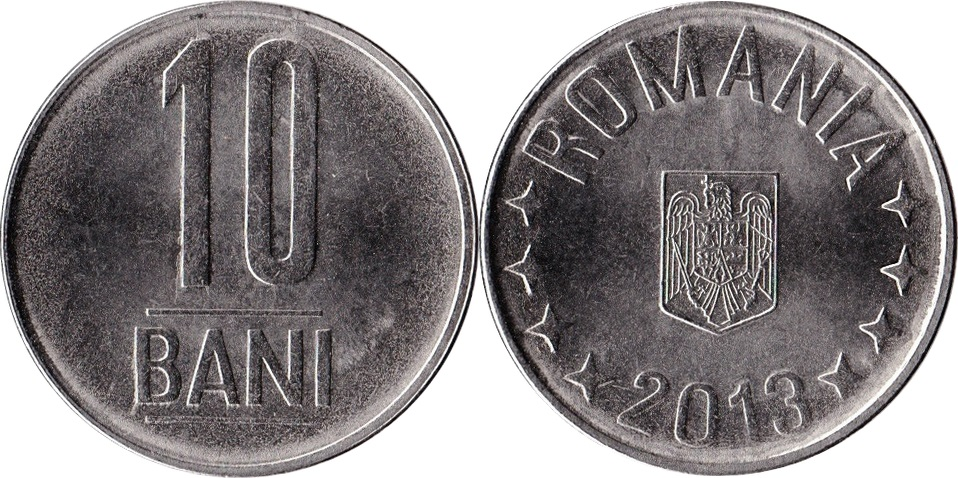
Moeda de 10 bani
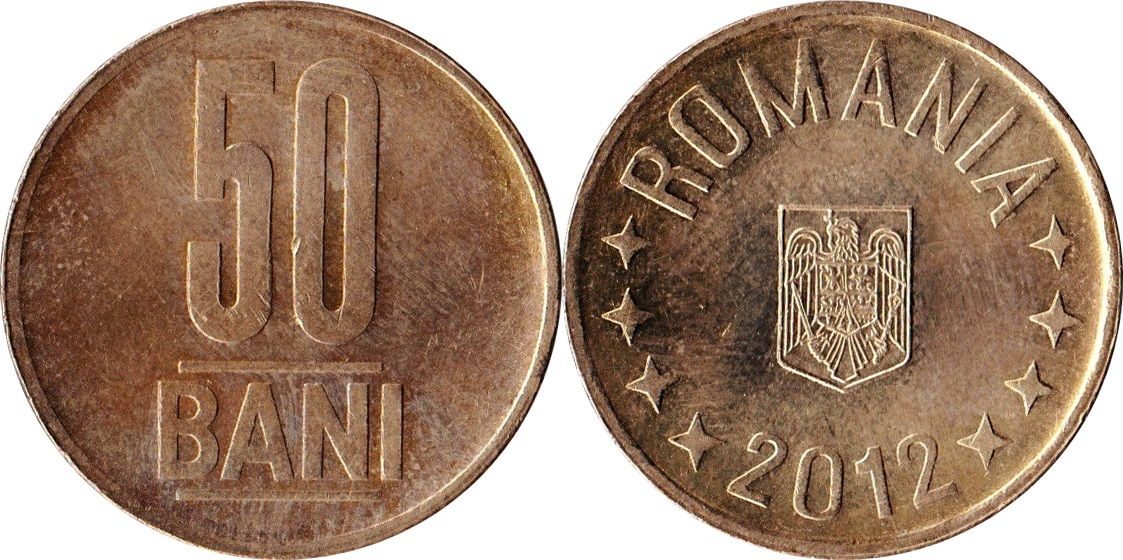
Moeda de 50 bani